# Herbert Block
Herbert Lawrence Block (Herblock) (ur. 1909, zm. 7 października 2001) – amerykański rysownik, karykaturzysta. Pracował dla Washington Post. Jako pierwszy użył terminu makkartyzm na określenie polityki prowadzonej przez senacką komisję śledczą i jej sekretarza Josepha McCarthy’ego. Block otrzymał dwie Nagrody Pulitzera, w 1942 oraz w 1954 roku.